# Izumi Inamori
Izumi Inamori (稲森 いずみ Inamori Izumi?,  Kagoshima, Japón, 19 de marzo de 1972) es una actriz japonesa, afiliada a Burning Production.

## Biografía
Inamori nació y creció en la ciudad de Kagoshima. Después de graduarse de la escuela secundaria, se trasladó a Estados Unidos e ingresó a la Universidad de Texas en Arlington para estudiar inglés. Después de un año y medio en el extranjero, Inamori regresó a Japón debido a que su familia ya no podía costear los gastos. En 1992, comenzó una carrera como modelo local, a la edad de 20 años. En 1994, hizo su debut como actriz en la serie de drama Ue o muite arukō!. Inamori también es 1-dan en kendō.

## Filmografía

### Películas
| Año  | Título                      | Papel          |
| ---- | --------------------------- | -------------- |
| 1997 | Cat's Eye                   | Hitomi Kisugi  |
| 2000 | Yo nimo Kimyō na Monogatari | Chiharu Takajō |
| 2001 | Rirī Shushu no Subete       | Izumi Hoshino  |
| 2009 | The Code                    | Mei Laan       |

### Dramas de televisión
| Año  | Título                                    | Papel                      |
| ---- | ----------------------------------------- | -------------------------- |
| 1994 | Ue o muite arukō!                         | Camarera                   |
| 1994 | 29sai no Christmas                        | Maho Fukazawa              |
| 1994 | Hanjuku Tamago                            | Sawako Fujii               |
| 1995 | Kagayaku toki no nakade                   | Sachiko Kitagawa           |
| 1995 | Hitonatsu no Love Letter                  | Megumi Nonaka              |
| 1995 | Last Love                                 |                            |
| 1996 | Only You: Aisarete                        | Mami Kawamoto              |
| 1996 | Long Vacation                             | Momoko Koishikawa          |
| 1996 | Hitonatsu no Propose                      | Marie Mori                 |
| 1996 | Dear Woman                                | Kasumi Kanzaki             |
| 1997 | Kanojotachi no Kekkon                     | Misao Nakahira             |
| 1997 | Beach Boys                                | Haruko Maeda               |
| 1998 | Ryakudatsuai: Abunai Onna                 | Mikiko Asano               |
| 1998 | Happy Mania                               | Kayoko Shigeta             |
| 1999 | Semi-Double                               | Misaki Kazama              |
| 2000 | Tenki-yohō no Koibito                     | Sachi Harada               |
| 2001 | Miyuki Abe                                |                            |
| 2002 | Pretty Girls                              | Hana Noyama                |
| 2002 | Tantei Kazoku                             | Sayuri Tanaka              |
| 2003 | Toshishita no Otoko                       | Chikako Yamaguchi          |
| 2003 | Blue moshikuwa Blue: Mō Hitori no Watashi | Sōko Sasaki, Sōko Kawami   |
| 2004 | Batsu Kare                                | Shōko Kakizaki             |
| 2005 | Yoshitsune                                | Tokiwa                     |
| 2005 | Magarikado no Kanojo                      | Chiharu Ōshima             |
| 2006 | Team Medical Dragon                       | Akira Katō                 |
| 2007 | Chūshingura: Yōzeiin no Inbō              | Yōzeiin (Aguri)            |
| 2007 | Karei-naru Ichizoku                       | Fusako Tsuruta             |
| 2008 | Atsuhime                                  | Takiyama                   |
| 2009 | Aishiteru: Kaiyō                          | Satsuki Noguchi            |
| 2010 | Kaibutsu-kun                              | Demorina (Yoshie Takasugi) |
| 2010 | Team Medical Dragon 3                     | Akira Katō                 |